# اسکریهوئلا
اسکریهوئلا (به اسپانیایی: Escorihuela) یک شهرستان در اسپانیا است که در استان تروئل واقع شده‌است.

## خصوصیات
اسکریهوئلا ۵۶ کیلومترمربع مساحت و ۲۰۰ نفر جمعیت دارد.